# Majid Al Futtaim Group
Majid Al Futtaim (arabisch مجموعة ماجد الفطيم, DMG Maǧmūʿat Māǧid al-Fuṭṭaim; gesellschaftsrechtlich: Majid Al Futtaim Holding LLC) ist ein Immobilienunternehmen mit Firmensitz in Dubai, Vereinigte Arabische Emirate.
Geleitet wurde die Gruppe bis zu seinem Tod im Dezember 2021 von Majid Al Futtaim (1934–2021), dem 99,6 % der Anteile gehörten. Die restlichen Anteile besitzt Tariq Al Futtaim. Zu den vom Unternehmen verwirklichten Bauprojekten gehört unter anderem das Einkaufszentrum Mall of the Emirates in Dubai. Das Unternehmen entstand 2000 durch eine Abspaltung von der Al-Futtaim Group. Hintergrund dieser Aufspaltung ist eine Vermögensaufteilung zwischen den Cousins Majid Al Futtaim und Abdulla Al Futtaim.